# British Columbia Highway 49
British Columbia Highway 49 in British Columbia ist das, nur 16 km lange, westliche Teilstück der Northern Woods and Water Route. Die Northern Woods and Water Route ist eine Route die über rund 2400 km von Dawson Creek durch British Columbia, Alberta, Saskatchewan und Manitoba bis nach Winnipeg führt. Der Highway führt in östlicher Richtung von Dawson Creek zur Provinzgrenze zu Alberta und wird dort auch als Highway 49 weitergeführt.

## Streckenverlauf
Der Highway beginnt in Dawson Creek als Abzweig von Highway 2 in Form eines Kreisverkehrs. Östlich der Stadt befindet sich der Flugplatz von Dawson Creek, an dessen nördlicher Seite der Highway vorbeiläuft. Nach 16 km wird die Provinzgrenze zu Alberta erreicht, erste Gemeinde dann hinter der Grenze ist Bay Tree, der Highway führt dann weiter nach Spirit River.